# Скарпето ди Сопра (Фиренца)
Скарпето ди Сопра је насеље у Италији у округу Фиренца, региону Тоскана.
Према процени из 2011. у насељу је живело 12 становника. Насеље се налази на надморској висини од 174 м.